# Professor Layton and the Curious Village
Professor Layton and the Curious Village (レイトン教授と不思議な町, Reiton-kyōju to Fushigi na Machi, literalment El professor Layton i la vila misteriosa) és un videojoc de trencaclosques i d'aventura gràfica per a Nintendo DS. Va ser desenvolupat per Level-5 i publicat per la mateixa empresa. Va sortir al mercat del Japó el 2007 i a Europa, el 2008. The Curious Village és el primer dels videojocs de la sèrie Professor Layton, i el seu successor és Professor Layton and Pandora's Box.
El videojoc se centra en el professor Hershel Layton i el seu aprenent, en Luke Triton, que investiguen la vila de St. Mystère i la Poma Daurada, el tresor que el difunt baró Augustus Reinhold ha deixat com a herència al seu testament, i que rebrà qui el trobi. Els habitants del poble són aficionats als puzles, i sovint demanaran al jugador que els ajudi a resoldre'n.
Professor Layton and the Curious Village va aconseguir crítiques positives, que destacaven el fet d'haver pogut combinar satisfactòriament els gèneres de trencaclosques i d'aventura gràfica, així com la seva presentació i escenes animades. Només al Japó se'n van vendre prop d'un milió de còpies, i 3,17 milions més a la resta del món.

## Jugabilitat
A The Curious Village el jugador controla els moviments del professor Layton i del seu aprenent Luke al poble de St. Mystère per a trobar la Poma Daurada i resoldre altres misteris que apareguin durant la seva investigació. El poble està dividit en seccions, algunes de les quals són inaccessibles fins que la història ha avançat. El jugador pot parlar amb els personatges o investigar objectes a la pantalla tocant-los. En molts casos, els personatges plantejaran un puzle al jugador, a més, hi ha puzles amagats que es poden trobar investigant objectes determinats.
Els trencaclosques són molt variats, i tots tenen una puntuació en "picarats", que va disminuint si s'introdueix una resposta incorrecta. El jugador té pistes a la seva disposició, que pot desbloquejar amb monedes que trobi durant la història per tal de resoldre el puzle més fàcilment. Els puzles són adaptacions dels originals creats per Akira Tago.
Ocasionalment, quan el jugador completa un puzle rep un objecte addicional, que pot ser un moble, una peça d'un quadre o un fragment d'un aparell. Aquests objectes poden ser utilitzats en els tres mini jocs disponibles. Els mobles es poden utilitzar per decorar l'habitació d'hotel del professor Layton i d'en Luke, els trossos de quadre serveixen per recompondre un retrat, i els fragments són útils per construir un robot. Completar correctament els mini jocs suposarà obtenir puzles addicionals.
A part dels 138 puzles disponibles durant l'aventura, se'n poden descarregar 25 més a través de la connexió Wi-Fi de Nintendo. Des que el joc va ser llançat, es publicava un puzle cada setmana, així fins a vint-i-cinc. Tanmateix, i des del maig del 2014, el servei de la connexió Wi-Fi de Nintendo ja no està operatiu.

## Argument
El videojoc comença quan el professor Hershel Layton i el seu jove aprenent Luke es dirigeixen al poble de St. Mystère després de rebre una carta de Lady Dahlia, la vídua del baró Augustus Reinhold. El baró ha deixat escrit al testament que qualsevol persona que resolgui el misteri de la Poma Daurada heretarà la seva fortuna. La parella entra a la vila i s'adona que la majoria dels seus habitants són afeccionats als puzles.
Poc després de la seva arribada i de trobar-se amb Lady Dahlia, en Simon, un habitant del poble, és trobat mort. De la investigació del cas se n'encarrega l'inspector Chelmey, de Scotland Yard. Mentre en Layton i en Luke continuen la recerca de la Poma Daurada, veuen que un dels criats de Lady Dahlia és segrestat al mig del carrer. Aquests estranys esdeveniments faran sospitar en Layton que la vila de St. Mystère amaga un secret que ningú no és capaç d'imaginar.

## Banda sonora
La banda sonora del videojoc va ser composta per Tomohito Nishiura. Al Japó es va llançar un àlbum titulat Layton Kyouju to Fushigi na Machi Original Soundtrack, amb tota la música del videjoc.
| 1.            | «Professor Layton's Theme»                | 2:10  |
| 2.            | «The Adventure Begins»                    | 0:29  |
| 3.            | «St. Mystere»                             | 2:59  |
| 4.            | «About Town»                              | 3:10  |
| 5.            | «Puzzles»                                 | 1:53  |
| 6.            | «Baron Reinhold»                          | 2:44  |
| 7.            | «The Plot Thickens»                       | 2:10  |
| 8.            | «Down the Tubes»                          | 3:22  |
| 9.            | «The Veil of Night»                       | 3:55  |
| 10.           | «Crumm's Cafe»                            | 1:45  |
| 11.           | «Pursuit in the Night»                    | 2:27  |
| 12.           | «The Mysterious Girl»                     | 3:56  |
| 13.           | «Deserted Amusement Park»                 | 2:46  |
| 14.           | «The Great Don Paolo»                     | 3:14  |
| 15.           | «The Village Awakens»                     | 1:45  |
| 16.           | «The Looming Tower»                       | 4:58  |
| 17.           | «Memories of St. Mystere»                 | 3:07  |
| 18.           | «Setting Out»                             | 1:31  |
| 19.           | «End Theme»                               | 2:56  |
| 20.           | «Professor Layton's Theme (Live Version)» | 3:36  |
| 21.           | «The Veil of Night (Live Version)»        | 5:30  |
| 22.           | «The Looming Tower (Live Version)»        | 4:42  |
| 23.           | «End Theme (Live Version)»                | 2:51  |
| 24.           | «About Town (High Quality)»               | 3:16  |
| 25.           | «Baron Reinhold (High Quality)»           | 2:44  |
| 26.           | «The Village Awakens (High Quality)»      | 1:47  |
| Durada total: | Durada total:                             | 75:48 |

### Doblatge
Versió japonesa
- Professor Layton – Yo Oizumi
- Luke Triton – Maki Horikita
- Flora Reinhold – Mamiko Noto
- Inspector Chelmey – Shiro Saito
- Don Paolo – Minoru Inaba
- Lady Dahlia – Atsuko Tanaka
- Bruno – Motomu Kiyokawa